# 이치노세 다이주
이치노세 다이주(일본어: 一瀬 大寿, 2002년 9월 27일~)는 일본의 축구 선수이다.

## 구단 경력
그는 2024년 J2리그의 방포레 고후에 입단했다.